# 6836 Paranal
6836 Paranal eller 1994 PW5 är en asteroid i huvudbältet som upptäcktes den 10 augusti 1994 av den belgiske astronomen Eric W. Elst vid La Silla-observatoriet. Den är uppkallad efter bergstopen Cerro Paranal.
Den tillhör asteroidgruppen Koronis.